# Ficus benghalensis
Il baniano (Ficus benghalensis L., 1753) è una pianta sempreverde della famiglia delle Moracee diffusa nel subcontinente indiano. La sua caratteristica più evidente sono le radici aeree che, partendo dai rami e raggiunto il terreno, si trasformano in altrettanti tronchi, allargando così la superficie coperta da ogni albero. I semi racchiusi nei fichi germogliano più facilmente se preventivamente mangiati da mammiferi o uccelli e dispersi dopo il passaggio nell'apparato digestivo.
Il baniano è simbolo nazionale dell'India ed è considerato sacro. 
Un esemplare gigantesco fu descritto da Nearco durante la spedizione di Alessandro Magno lungo le sponde del fiume Narmada.

## Biologia
Ficus benghalensis è impollinato dall'imenottero Eupristina masoni (Agaonidae).